# Юрашка (притока Адамки)
Юра́шка (рос. Юрашка) — річка в Єлабузькому районі Татарстану та Граховському районі Удмуртії, Росія, ліва притока Адамки.
Довжина річки становить 22 км. Бере початок на околиці села Куюк на Можгинської височини, впадає до Адамки трохи вище її гирла. У верхів'ї русло пряме з низькими берегами. в нижній течії — звивисте, часто змінює свій напрямок, береги переважно обривисті.
На річці розташовані села Куюк, Ядигар, Альметьєво, Старий Юраш, Сосновий Юраш, Горні Юраші, Нижні Юраші та Мещеряково. В останньому селі збудовано автомобільний міст.
За даними Федерального агентства водних ресурсів річка має такі дані:
- Код річки в державному водному реєстрі — 10010300612111100040622
- Код по гідрологічній вивченості — 111104062
- Код басейну — 10.01.03.006

## Притоки
- Ультера́нка (рос. Ультеранка) — права притока, протікає в Граховському районі Удмуртії. Довжина річки становить 7 км. Бере початок на Можгинської височини в селі Мамаєво, впадає до Юрашки біля села Нижні Юраші. На річці розташовані села Мамаєво та Нижні Юраші, де збудовані автомобільні мости.

- Юраш - права притока.